# جاكي هايز
جاكي هايز (بالإنجليزية: Jackie Hayes)‏ هو لاعب كرة قاعدة أمريكي، ولد في 27 يونيو 1861 في بروكلين في الولايات المتحدة، وتوفي بنفس المكان في 25 أبريل 1905.

## وصلات خارجية
- جاكي هايز على موقعبيزبول رفرنس.كوم (الدوري الرئيسي) (الإنجليزية)